# Campionati del mondo di atletica leggera 2023 - 100 metri ostacoli
La specialità dei 100 metri ostacoli femminili dei Campionati del mondo di atletica leggera 2023 si è svolta tra il 22 e il 24 agosto al Centro nazionale di atletica leggera di Budapest, in Ungheria.

## Podio
| Pos.    | Atleta                | Nazionalità | Tempo |
| ------- | --------------------- | ----------- | ----- |
| Oro     | Danielle Williams     | Giamaica    | 12"43 |
| Argento | Jasmine Camacho-Quinn | Porto Rico  | 12"44 |
| Bronzo  | Kendra Harrison       | Stati Uniti | 12"46 |

## Situazione pre-gara

### Record
Prima di questa competizione, il record del mondo (RM) e il record dei campionati (RC) erano i seguenti.
| Record | Prestazione | Atleta              | Data                                         | Competizione  |
| ------ | ----------- | ------------------- | -------------------------------------------- | ------------- |
|        | 12"12       | Tobi Amusan Nigeria | 24 luglio 2022 Eugene, Stati Uniti d'America | Mondiali 2022 |
|        | 12"12       | Tobi Amusan Nigeria | 24 luglio 2022 Eugene, Stati Uniti d'America | Mondiali 2022 |

### Campioni in carica
I campioni in carica a livello mondiale e olimpico erano:
| Campione | Atleta                           | Prestazione | Data                                         | Competizione         |
| -------- | -------------------------------- | ----------- | -------------------------------------------- | -------------------- |
| Olimpico | Jasmine Camacho-Quinn Porto Rico | 12"37       | 2 agosto 2021 Tokyo, Giappone                | Giochi olimpici 2021 |
| Mondiale | Tobi Amusan Nigeria              | 12"12       | 24 luglio 2022 Eugene, Stati Uniti d'America | Mondiali 2022        |

### La stagione
Prima di questa gara, gli atleti con le migliori tre prestazioni dell'anno erano:
| Pos. | Atleta                           | Prestazione | Data                                              |
| ---- | -------------------------------- | ----------- | ------------------------------------------------- |
| 1    | Nia Ali Stati Uniti              | 12"30       | 21 luglio 2023 Monaco, Principato di Monaco       |
| 2    | Jasmine Camacho-Quinn Porto Rico | 12"31       | 27 maggio 2023 Los Angeles, Stati Uniti d'America |
| 2    | Kendra Harrison Stati Uniti      | 12"31       | 21 luglio 2023 Monaco, Principato di Monaco       |

## Risultati

### Batterie
Le batterie si sono svolte il 22 agosto 2023. Le 45 atlete ammesse sono state suddivise in 5 batterie da 9 atlete ciascuna.
Le prime 4 di ogni batteria (Q) e i 4 tempi migliori tra le escluse (q) si sono qualificate alle semifinali. The overall results were as follows:
| Pos. | Gruppo | Atleta                 | Nazionalità   | Tempo | Note |
| ---- | ------ | ---------------------- | ------------- | ----- | ---- |
| 1    | 3      | Kendra Harrison        | Stati Uniti   | 12.24 | Q,   |
| 2    | 3      | Devynne Charlton       | Bahamas       | 12.44 | Q,   |
| 3    | 5      | Tobi Amusan            | Nigeria       | 12.48 | Q    |
| 4    | 4      | Jasmine Camacho-Quinn  | Porto Rico    | 12.50 | Q    |
| 5    | 5      | Megan Tapper           | Giamaica      | 12.51 | Q    |
| 6    | 3      | Danielle Williams      | Giamaica      | 12.51 | Q,   |
| 7    | 2      | Nia Ali                | Stati Uniti   | 12.55 | Q    |
| 8    | 1      | Ackera Nugent          | Giamaica      | 12.60 | Q    |
| 9    | 1      | Masai Russell          | Stati Uniti   | 12.60 | Q    |
| 10   | 2      | Pia Skrzyszowska       | Polonia       | 12.65 | Q    |
| 11   | 4      | Nadine Visser          | Paesi Bassi   | 12.68 | Q    |
| 12   | 1      | Sarah Lavin            | Irlanda       | 12.69 | Q    |
| 13   | 4      | Ditaji Kambundji       | Svizzera      | 12.71 | Q    |
| 14   | 1      | Cyréna Samba-Mayela    | Francia       | 12.71 | Q    |
| 15   | 2      | Marione Fourie         | Sudafrica     | 12.71 | Q    |
| 15   | 2      | Luca Kozák             | Ungheria      | 12.71 | Q,   |
| 15   | 5      | Michelle Jenneke       | Australia     | 12.71 | Q    |
| 18   | 3      | Cindy Sember           | Gran Bretagna | 12.83 | Q,   |
| 19   | 1      | Mette Graversgaard     | Danimarca     | 12.87 | q    |
| 20   | 1      | Michelle Harrison      | Canada        | 12.88 | q    |
| 21   | 5      | Natalia Christofi      | Cipro         | 12.90 | Q    |
| 22   | 4      | Celeste Mucci          | Australia     | 12.90 | Q    |
| 23   | 3      | Reetta Hurske          | Finlandia     | 12.92 | q    |
| 24   | 5      | Maayke Tjin A-Lim      | Paesi Bassi   | 12.92 | q    |
| 25   | 4      | Laëticia Bapté         | Francia       | 12.93 |      |
| 26   | 5      | Ebony Morrison         | Liberia       | 12.93 |      |
| 27   | 3      | Anna Tóth              | Ungheria      | 12.95 |      |
| 28   | 4      | Mariam Abdul-Rashid    | Canada        | 13.04 |      |
| 29   | 4      | Jyothi Yarraji         | India         | 13.05 |      |
| 30   | 3      | Taylon Bieldt          | Sudafrica     | 13.05 |      |
| 31   | 3      | Hannah Jones           | Australia     | 13.05 |      |
| 32   | 1      | Gréta Kerekes          | Ungheria      | 13.09 |      |
| 33   | 2      | Lotta Harala           | Finlandia     | 13.11 |      |
| 34   | 5      | Yumi Tanaka            | Giappone      | 13.12 |      |
| 35   | 5      | Nika Glojnarič         | Slovenia      | 13.13 |      |
| 36   | 2      | Asuka Terada           | Giappone      | 13.15 |      |
| 37   | 2      | Sidonie Fiadanantsoa   | Madagascar    | 13.18 |      |
| 38   | 4      | Klaudia Siciarz        | Polonia       | 13.25 |      |
| 39   | 1      | Masumi Aoki            | Giappone      | 13.26 |      |
| 40   | 2      | Viktória Forster       | Slovacchia    | 13.47 |      |
| 41   | 3      | Dina Aulia             | Indonesia     | 13.54 |      |
| 42   | 2      | Caroline de Melo Tomaz | Brasile       | 13.59 |      |
| 43   | 4      | Naomi Akakpo           | Togo          | 13.96 |      |

### Semifinali
Le prime 2 di ogni semifinale (Q) e i 2 tempi migliori tra le escluse (q) si qualificano alla finale.
| Pos. | Gruppo | Atleta                | Nazionalità   | Tempo | Note                                     |
| ---- | ------ | --------------------- | ------------- | ----- | ---------------------------------------- |
| 1    | 1      | Kendra Harrison       | Stati Uniti   | 12.33 | Q                                        |
| 2    | 3      | Jasmine Camacho-Quinn | Porto Rico    | 12.41 | Q                                        |
| 3    | 1      | Devynne Charlton      | Bahamas       | 12.49 | Q                                        |
| 4    | 3      | Nia Ali               | Stati Uniti   | 12.49 | Q                                        |
| 5    | 3      | Danielle Williams     | Giamaica      | 12.50 | q,                                       |
| 6    | 1      | Ditaji Kambundji      | Svizzera      | 12.50 | q                                        |
| 7    | 1      | Megan Tapper          | Giamaica      | 12.55 |                                          |
| 8    | 2      | Tobi Amusan           | Nigeria       | 12.56 | Q                                        |
| 9    | 2      | Ackera Nugent         | Giamaica      | 12.60 | Q                                        |
| 10   | 2      | Nadine Visser         | Paesi Bassi   | 12.62 | Miglior prestazione personale stagionale |
| 11   | 1      | Sarah Lavin           | Irlanda       | 12.62 |                                          |
| 12   | 3      | Pia Skrzyszowska      | Polonia       | 12.71 |                                          |
| 13   | 2      | Luca Kozák            | Ungheria      | 12.73 |                                          |
| 14   | 3      | Michelle Jenneke      | Australia     | 12.80 |                                          |
| 15   | 3      | Marione Fourie        | Sudafrica     | 12.89 |                                          |
| 16   | 3      | Mette Graversgaard    | Danimarca     | 12.94 |                                          |
| 17   | 2      | Cyréna Samba-Mayela   | Francia       | 12.95 |                                          |
| 18   | 1      | Cindy Sember          | Gran Bretagna | 12.97 |                                          |
| 19   | 2      | Celeste Mucci         | Australia     | 12.97 |                                          |
| 20   | 3      | Michelle Harrison     | Canada        | 13.05 |                                          |
| 21   | 2      | Reetta Hurske         | Finlandia     | 13.05 |                                          |
| 22   | 1      | Maayke Tjin A-Lim     | Paesi Bassi   | 13.05 |                                          |
| 23   | 1      | Natalia Christofi     | Cipro         | 13.15 |                                          |
|      | 2      | Masai Russell         | Stati Uniti   |       | dnf                                      |

### Finale
La finale ha avuto inizio alle 21:22 del 24 agosto 2023. I risultati sono stati i seguenti.
| Class   | Corsia | Nome                  | Nazione     | Tempo | Note                                     |
| ------- | ------ | --------------------- | ----------- | ----- | ---------------------------------------- |
| Oro     | 2      | Danielle Williams     | Giamaica    | 12.43 | Miglior prestazione personale stagionale |
| Argento | 7      | Jasmine Camacho-Quinn | Porto Rico  | 12.44 |                                          |
| Bronzo  | 4      | Kendra Harrison       | Stati Uniti | 12.46 |                                          |
| 4       | 6      | Devynne Charlton      | Bahamas     | 12.52 |                                          |
| 5       | 8      | Ackera Nugent         | Giamaica    | 12.61 |                                          |
| 6       | 5      | Tobi Amusan           | Nigeria     | 12.62 |                                          |
| 7       | 9      | Ditaji Kambundji      | Svizzera    | 12.70 |                                          |
| 8       | 3      | Nia Ali               | Stati Uniti | 12.78 |                                          |